# Guy Mollo Bessala
Guy Merlin Mollo Bessala (Yaoundé, 10 ottobre 2003) è un calciatore camerunese, attaccante dello Sheriff Tiraspol in prestito dall'LNZ Čerkasy.

## Carriera
Bessala è cresciuto nella Kadji S.A. ed il 2 marzo 2023 è stato acquistato dal Levadia Tallinn con cui ha firmato un biennale. Ha debuttato tre giorni più tardi nell'incontro di Meistriliiga pareggiato 0-0 contro il Vaprus Pärnu ed il 15 marzo ha segnato il suo primo gol firmando il gol del definitivo 3-0 contro il Tammeka Tartu. Al termine della stagione si è classificato terzo nella classifica marcatori del campionato estone con 13 reti in 36 partite.
Il 26 gennaio 2024 è stato acquistato a titolo definitivo dall'LNZ Čerkasy, club della prima divisione ucraina.
Nel 2025 passa in prestito allo Sheriff Tiraspol, club della prima divisione moldava.

## Statistiche

### Presenze e reti nei club
Statistiche aggiornate all'8 dicembre 2024.
| Stagione           | Squadra            | Campionato         | Campionato | Campionato | Coppe nazionali | Coppe nazionali | Coppe nazionali | Coppe continentali | Coppe continentali | Coppe continentali | Altre coppe | Altre coppe | Altre coppe | Totale | Totale | Totale |
| Stagione           | Squadra            | Comp               | Pres       | Reti       | Comp            | Pres            | Reti            | Comp               | Pres               | Reti               | Comp        | Pres        | Reti        | Pres   | Reti   |        |
| ------------------ | ------------------ | ------------------ | ---------- | ---------- | --------------- | --------------- | --------------- | ------------------ | ------------------ | ------------------ | ----------- | ----------- | ----------- | ------ | ------ | ------ |
| 2023               | Levadia Tallinn    | ML                 | 36         | 13         | CD              | 1               | 0               | UECL               | 2                  | 0                  | -           | -           | -           | 39     | 13     |        |
| gen.-giu. 2024     | LNZ Čerkasy        | PL                 | 12         | 0          | CU              | 0               | 0               | -                  | -                  | -                  | -           | -           | -           | 12     | 0      |        |
| 2024-2025          | LNZ Čerkasy        | PL                 | 13         | 1          | CU              | 1               | 0               | -                  | -                  | -                  | -           | -           | -           | 14     | 1      |        |
| Totale LNZ Čerkasy | Totale LNZ Čerkasy | Totale LNZ Čerkasy | 25         | 1          |                 | 1               | 0               |                    | -                  | -                  |             | -           | -           | 26     | 1      |        |
| Totale carriera    | Totale carriera    | Totale carriera    | 61         | 14         |                 | 2               | 0               |                    | 2                  | 0                  |             | -           | -           | 65     | 14     |        |